# Jumay
Jumay is een stratovulkaan in het departement Jalapa in Guatemala. De berg ligt ongeveer zes kilometer ten noorden van de stad Jalapa en is ongeveer 2176 meter hoog.